# Dinotopia: The Sunstone Odyssey
Dinotopia: The Sunstone Odyssey es un videojuego del género de acción y aventuras desarrollado por Vicious Cicle para las consolas Xbox y Nintendo GameCube. Salió al mercado en 2003 y únicamente llegó al mercado americano. El juego está basado en la serie de libros de "Dinotopia", no estando basado en la película del mismo nombre.
- Datos: Q1870291